# Stádní chování

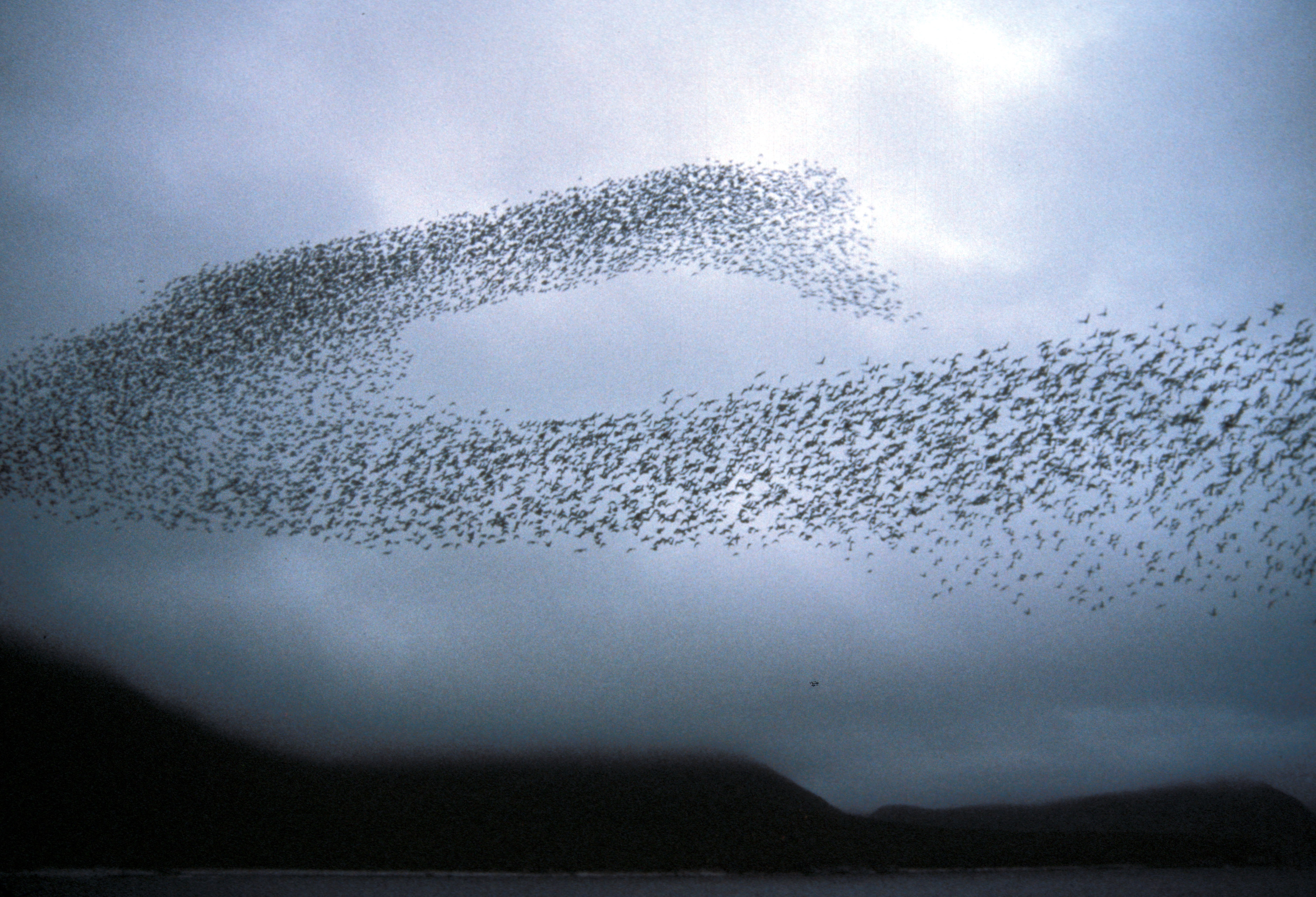
Hejno ptáků

Stádní chování nebo davové chování (anglicky herd behavior, německy Herdenverhalten) popisuje, jak mohou jednotlivci ve skupině jednat kolektivně bez centralizovaného směru. Termín odkazuje na chování zvířat ve stádech, smečkách, hejnech ptáků, ryb a podobně, stejně jako chování lidí v demonstracích, nepokojích a generálních stávkách, sportovních událostech, náboženských shromáždění, davovém násilí a každodenním rozhodování, úsudcích a utváření názorů, vkusu apod.
Raafat, Chater a Frith navrhli integrovaný přístup ke stádnímu chování, popisujícím dvě klíčové otázky: mechanismy přenosu myšlenek či chování mezi jednotlivci a vzorce jejich propojení. Navrhovali, že spojení různých teoretických přístupů ke stádnímu chování umožňuje aplikovatelnost tohoto konceptu do různých oblastí od kognitivní neurovědy až po ekonomiku.